# Niezależni
Niezależni: saga islandzkiej doliny  (Sjálfstætt fólk) – powieść Halldóra Laxnessa wydana w latach 1934-35. Polskie tłumaczenie Marii Skibniewskej ukazało się w roku 1956. Książka reprezentuje nurt social realism, krytykuje materalizm, koszt ducha samodzielności dla związków par, kapitalizm. Tytuł jest ironiczny.

## Fabuła
Początek XX wieku. Biedni islandzcy farmerzy, dopiero w poprzednim pokoleniu uwolnieni od poddaństwa, radzą sobie z trudem w odizolowanych gospodarstwach wśród niegościnnego klimatu. Główny bohater to Guðbjartur Jónsson, zwany Bjarturem. Przez 18 lat pracował jako pasterz u bogatego urzędnika. Potem kupuje na raty własną farmę, uważaną za przeklętą. Niedawno poślubił Rósę, koleżankę z pracy, i postanawia, że będą żyli niezależnie. Rósa jest jednak nieszczęśliwa w trudnych warunkach, do tego jest w ciąży z synem ich wcześniejszego pracodawcy. Umiera przy porodzie, gdy akurat jest sama, córeczka przeżywa dzięki ciepłu psa.
12 lat później Bjartur ma inną żonę, trzech synów. Żyją biednie, nad farmą rzeczywiście ciąży jakieś fatum. W połowie powieści wybucha I wojna światowa, rosną ceny baraniny i wełny.
Bjartur jest też utalentowanym poetą, znającym ustną tradycję sag, świat elfów, duchów i demonów.